# حسين حميد شرف الدين
حسين حامد شرف الدين (مواليد 13 أكتوبر 1997) هو لاعب كرة قدم لبناني محترف يلعب في مركز قلب الدفاع مع نادي الصفا في الدوري اللبناني الممتاز ومنتخب لبنان.

## المسيرة الكروية

### سيفان
في 9 سبتمبر 2020، انتقل حسين إلى نادي سيفان في الدوري الأرمني الأول. شارك حسين لأول مرة في 13 سبتمبر، في فوز 4-1 على أرارات-2. لعب ست مباريات في الدوري ومباراة واحدة في كأس أرمينيا في النصف الأول من الموسم، وعاد إلى لبنان في 26 ديسمبر بسبب حرب ناغورنو كاراباخ.

### نفط البصرة
في 8 فبراير 2021، انضم حسين إلى نادي نفط البصرة في الدوري العراقي الممتاز. شارك لأول مرة في 14 فبراير، ولكن تم استبداله بسبب الإصابة؛ وانتهت المباراة بالتعادل 1-1 أمام النفط. قرر حسين إنهاء عقده في 16 مايو، وعاد إلى لبنان بعد أن لعب خمس مباريات في الدوري.

### نجمة وصفاء
بعد إعارته إلى العراق، تم إعارة شفدار الدين إلى نادي الصفاء للدوري اللبناني الممتاز 2021–22، ولعب 14 مباراة في الدوري. ثم عاد إلى النجمة من إعارته في يوليو 2022، وجدد عقده في أغسطس 2022. وبعد إنهاء نادي النجمة لعقد حسين بعد النصف الأول من الدوري اللبناني الممتاز 2022–23، عاد اللاعب إلى الصفا في ديسمبر 2022. في 31 مايو 2024، جدد حسين عقده مع الصفا لمدة ثلاث سنوات، حتى عام 2027.

## المسيرة الدولية
شارك حسين لأول مرة مع منتخب لبنان في 26 مارس 2024، كلاعب أساسي في هزيمة 5-0 أمام أستراليا في تصفيات كأس العالم 2026 - آسيا الجولة الثانية.

## إحصائيات المهنة

### دولي
آخر تحديث المباراة لعبت في 15 ديسمبر 2024
.
| المنتخب الوطني | سنة     | التطبيقات | الأهداف |
| -------------- | ------- | --------- | ------- |
| لبنان          | 2024    | 2         | 0       |
| المجموع        | المجموع | 2         | 0       |

## الأوسمة
نجمة
- كأس النخبة اللبنانية : 2016، 2017، 2018
- كأس السوبر اللبناني : 2016

## روابط خارجية
- حسين حميد شرف الدين  على سكروي
- حسين حميد شرف الدين على الأرشيف الرياضي العالمي